# Koziegłowy
Koziegłowy (deutsch historisch: Coßziegle) ist eine Stadt in Polen in der Woiwodschaft Schlesien. Die Stadt ist Sitz der gleichnamigen Stadt-und-Land-Gemeinde im Powiat Myszkowski.

## Geschichte
Das ursprüngliche Koziegłowy lag an der Stelle des heutigen Dorfs Koziegłówki. Es wurde als die Pfarrei Cosseglow im Peterspfennigregister des Jahres 1326 im Dekanat Sławków (Slavcoviensis) des Bistums Krakau erstmals urkundlich erwähnt wurden. Erst später wurde die Burg Cozeglowy im Jahr 1383 und danach die Stadt Cozeglowy im Jahr 1400 erwähnt.
Die Stadt war eine der drei Städten im Herzogtum Siewierz, das im Jahr 1443 vom Teschener Herzog Wenzel I. dem Krakauer Bischof Zbigniew Oleśnicki verkauft wurde.
Im Zweiten Nordischen Krieg wurde der Ort von den Schweden zerstört. Bei der Dritten Teilung Polens wurde die Stadt 1795 Teil Preußens, Provinz Neuschlesien. 1807 kam sie zum neu gegründeten Herzogtum Warschau und 1815 zu Kongresspolen. In dieser faktisch russischen Provinz verlor der Ort 1870 sein Stadtrecht. Zu Beginn des Ersten Weltkrieges wurde Koziegłowy im Sommer 1914 von den Deutschen besetzt. Diese dauerte bis Ende des Krieges mit welchem der Ort Teil des wiederentstandenen Polens wurde. Zum Beginn des Überfalls auf Polen wurde Koziegłowy im September 1939 von der deutschen Wehrmacht besetzt und dem Landkreis Warthenau im neuen „Ostoberschlesien“ zugeordnet wurde. Nach dem Ende des Zweiten Weltkrieges kam der Ort wieder zu Polen und erhielt im November 1949 wieder Stadtrecht verliehen. Ab 1975 war die Stadt Teil der Woiwodschaft Częstochowa. Bei einer erneuten Reform der Verwaltungsstrukturen Polens wurde diese Woiwodschaft aufgelöst und seitdem ist Koziegłowy Teil der Woiwodschaft Schlesien.

## Gemeinde
Zur Stadt-und-Land-Gemeinde Koziegłowy gehören folgende Ortschaften mit einem Schulzenamt:
Cynków
Gniazdów
Gliniana Góra
Koclin
Koziegłówki
Krusin
Lgota Górna
Lgota-Mokrzesz
Lgota-Nadwarcie
Markowice
Miłość
Mysłów
Mzyki
Nowa Kuźnica
Oczko
Osiek
Pińczyce
Postęp
Pustkowie Lgockie
Rosochacz
Rzeniszów
Siedlec Duży
Siedlec Mały
Stara Huta I
Stara Huta II
Winowno
Wojsławice
Zabijak

## Kultur und Sehenswürdigkeiten

### Bauwerke

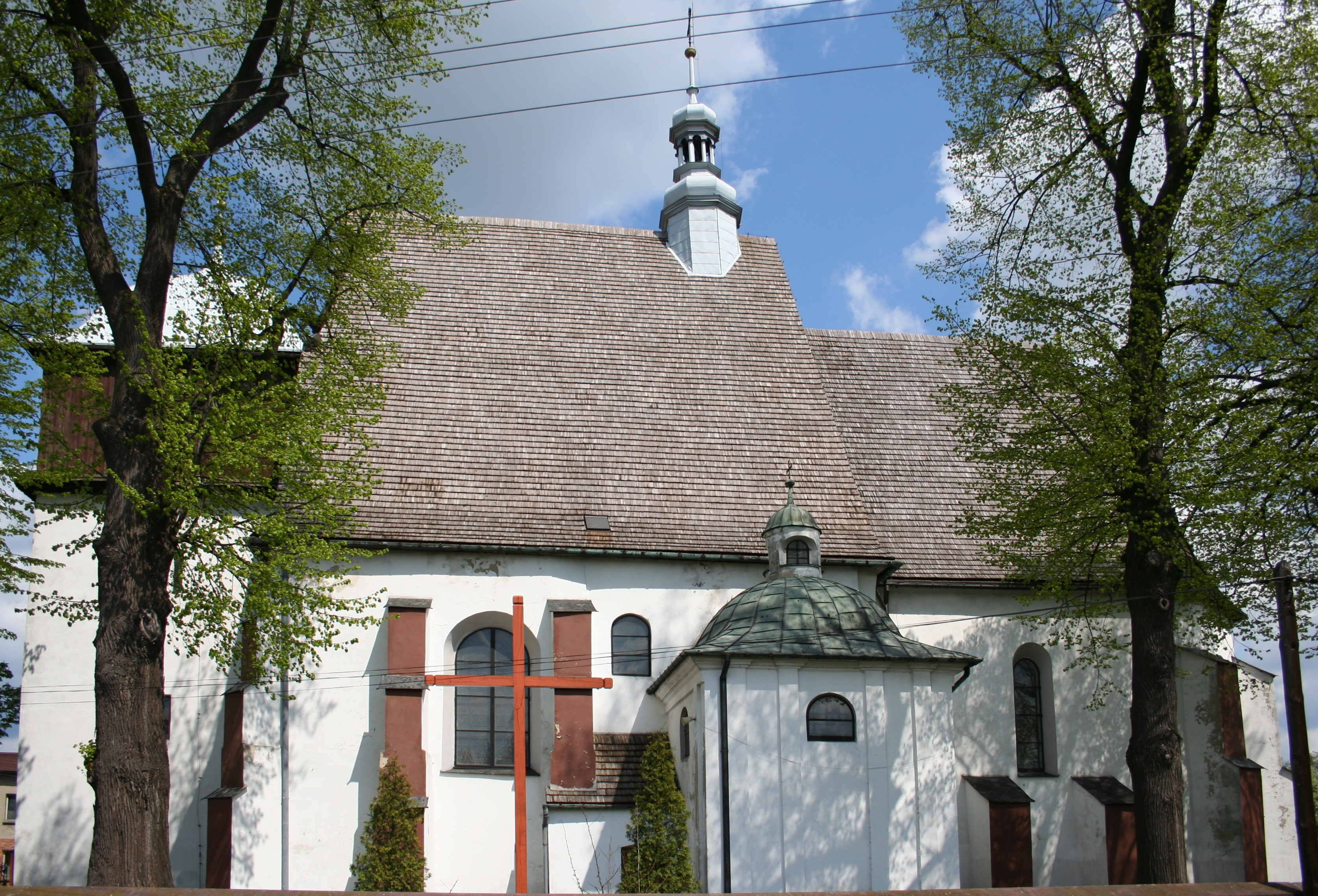
Kirche der Heiligen Magdalena

- die spätgotische Kirche der Heiligen Magdalena aus dem 15./16. Jahrhundert
- die barocke Kapelle aus der zweiten Hälfte des 17. Jahrhunderts
- die barocke Kirche aus dem Jahr 1670 mit einem Altar aus der Renaissance
- Holzhäuser aus dem 19./20. Jahrhundert

## Wirtschaft und Infrastruktur

### Verkehr
Durch Koziegłowy führt die Landesstraße 1 (droga krajowa 1) welche hier zugleich die Europastraße 75 ist. Sie führt im Norden nach Częstochowa (20 km) und Łódź (150 km) und endet nach etwa 500 Kilometern in Danzig (Gdańsk). Im Süden führt die Straße über Sosnowiec (40 km) zum 140 Kilometern entfernten Grenzübergang Cieszyn/Český Těšín nach Tschechien.
Von Ost nach West verläuft die Woiwodschaftsstraße 789 (droga wojewódzka 789). Diese führt im Osten nach etwa 15 Kilometern durch Żarki und mündet nach etwa 35 Kilometern in die Landesstraße 46. In westlicher Richtung führt sie nach vier Kilometern durch Woźniki und mündet nach 25 Kilometern beim Dorf Brusiek in die Woiwodschaftsstraße 907.
Der nächste internationale Flughafen ist der 15 Kilometer südlich gelegene Flughafen Katowice.

## Sohn und Tochter der Stadt
- Wioletta Grzegorzewska (* 1974), Lyrikerin und Prosaschriftstellerin
- Kamil Gradek (* 1990), Radrennfahrer